# هنري مورلي
هنري مورلي (1852 - ) (بالإنجليزية: Henry Morley)‏ هو لاعب كريكت بريطاني.